# Eco della Storia
Eco della Storia è stato un programma televisivo italiano di approfondimento storico, prodotto da Rai Educational e condotto da Gianni Riotta, in onda fra il 2014 e il 2016 il sabato su Rai Storia alle ore 21:30.
A differenza del successivo Gianni Riotta incontra... (in onda dal 2016), il programma aveva un taglio tematico piuttosto che biografico: il nuovo programma, infatti, tratta "temi cari dei protagonisti, [...] studi recenti o [...] fatti d’attualità che abbiano forti risonanze con la storia e la cultura contemporanea".